# Tsukubamirai
Tsukubamirai è una città giapponese della prefettura di Ibaraki.